# Galeommatidae
Galeommatidae zijn een familie van weekdieren uit de superorde Imparidentia. Galeomna is het typegenus van deze familie.

## Kenmerken
Schelpgrootte tussen 2 mm (Lepton ovatum Tate, 1886) en ongeveer 25 mm (Barrimysia cumingi (A. Adams, 1856)).  Ruim 100 genera.

## Geslachten
- Achasmea Dall, Bartsch & Rehder, 1938
- Aclistothyra McGinty, 1955
- Aenictomya Oliver & Chesney, 1997
- Ambuscintilla Iredale, 1936
- Amphilepida Dall, 1899
- Austrodevonia Middelfart & Craig, 2004
- Bellascintilla Coney, 1990
- Chlamydoconcha Dall, 1884
- Cicatella Laseron, 1956
- Coleoconcha Barnard, 1964
- Cymatioa Berry, 1964
- Divariscintilla Powell, 1932
- Duoconclavis Middelfart, 2005
- Ephippodonta Tate, 1889
- Ephippodontomorpha Middelfart, 2005
- Fastimysia Iredale, 1929
- Galeomma Turton, 1825
- Galeommella Habe, 1958
- Halcampicola Oliver, 1993
- Hindsiella Stoliczka, 1871
- Issina Jousseaume, 1898
- Leiochasmea Dall, Bartsch & Rehder, 1938
- Lepirodes P. Fischer, 1887
- Levanderia Sturany, 1905
- Lionelita Jousseaume, 1888
- Nudiscintilla Lützen & Nielsen, 2005
- Parvikellia Laseron, 1956
- Phlyctaenachlamys Popham, 1939
- Pileatona Laseron, 1956
- Pseudogaleomma Habe, 1964
- Pseudokellia Pelseneer, 1903
- Pythina Hinds, 1845
- Scintilla (geslacht) Deshayes, 1856
- Scintillona Finlay, 1926
- Scintillula Jousseaume, 1888
- Scioberetia F. Bernard, 1895
- Solecardia Conrad, 1849
- Spaniorinus Dall, 1900 †
- Thyreopsis H. Adams, 1868
- Troglodytoconcha Middelfart, 2005
- Tryphomyax Olsson, 1961
- Turquetia Vélain, 1877
- Vasconiella Dall, 1899
- Vermitexta Laseron, 1956
- Virmysella Iredale, 1930
- Yamamotolepida Habe, 1976